# Pigato
Il Pigato è un vitigno a bacca bianca originario della Liguria.

## Il nome
Pigato viene fatto da alcuni derivare dal latino picatus, ovvero impeciato, termine che ricondurrebbe alle piccole macchie presenti sulla buccia bianca degli acini.

## Storia
Il Pigato giunse in Liguria dalla Grecia nel Medioevo, da una delle colonie genovesi nell'Egeo. Nel 1830 l'arciprete Francesco Gagliolo impiantò ad Ortovero (SV) il primo vitigno, ma il vino fu messo in vendita dal vignaiolo Rodolfo Gaggino solo intorno al 1950, al prezzo di 300 lire.

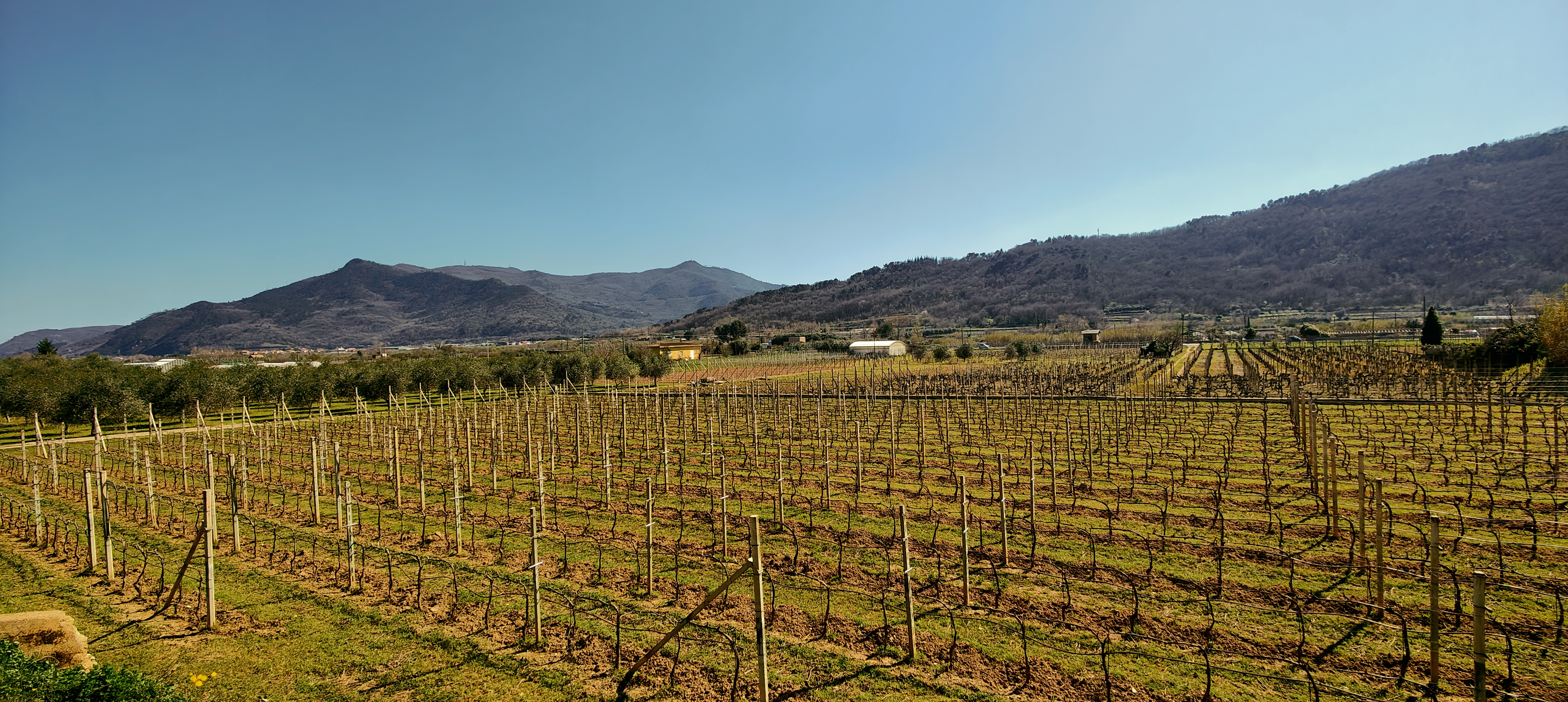
Ortovero: vista dei vigneti da via Oliveto. Qui esiste una vasta piana dedita agli ortaggi e soprattutto alla coltivazione di vari tipi di vitigno, una realtà importantissima per l'economia locale che rende rinomata la zona

Il vitigno del Pigato è considerato una varietà di Vermentino. I migliori pigato sono generalmente coltivati in collina ad un'altitudine di almeno 300 m slm: in un ambiente, quindi, vicino al mare ma anche in grado di godere di una escursione termica notturna, che favorisce il patrimonio di profumi di questo classico vino ligure.

## Caratteristiche

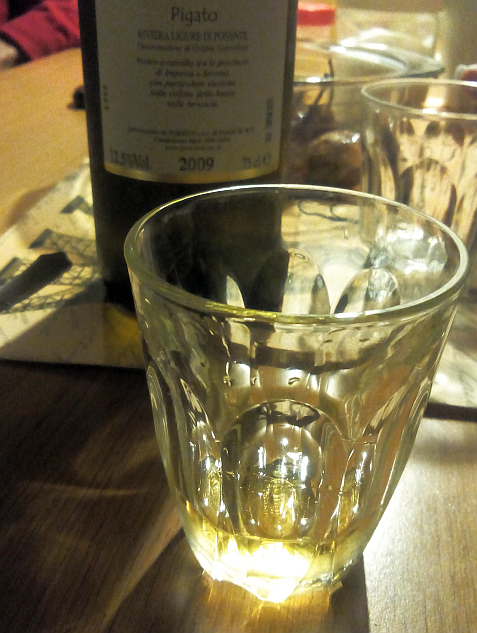
Un bicchiere di Pigato DOC 2009

Il Pigato produce un vino bianco dal colore giallo paglierino che, se invecchiato, tende a divenire giallo dorato, dal sapore sapido e secco, profumi di macchia mediterranea e frutti a polpa gialla.
Va consumato nei primi tre anni di vita, senza farlo invecchiare eccessivamente, anche se per certe riserve con apporti di legno o vinificazioni particolari questa regola è molto variabile.

## Abbinamenti gastronomici
Va servito fresco tra 13 e 16 °C.
Va bene con gli antipasti:
- acciughe sotto sale dissalate,
- l'insalata di mare.

Ottimo se abbinato a Primi piatti di pasta semplice o ripiena:
- pansotti
- (Trofie/Picagge/Trenette) condita con il pesto alla genovese, patate e fagiolini bolliti.

Secondi piatti a base di pesce e altri piatti della cucina ligure:
- cima alla genovese
- cappon magro.